# Караїмізм

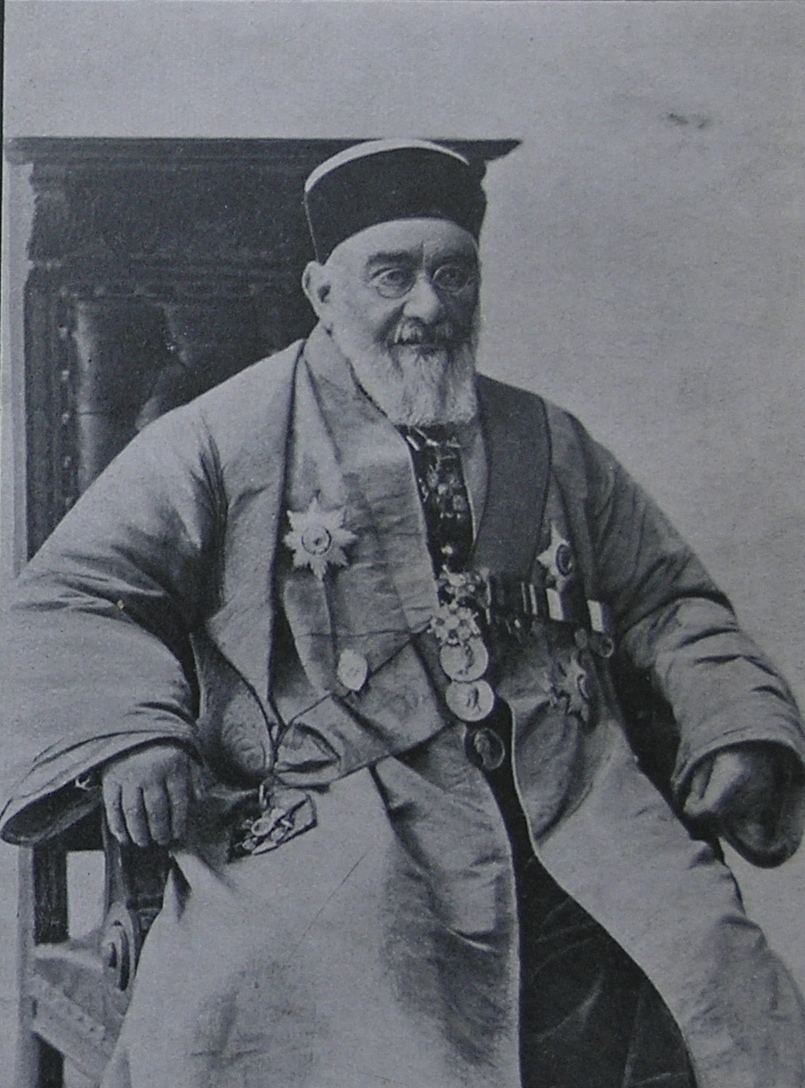
Самуїл Моїсейович Пампулов, гахам (духовний лідер) караїмів

Караїмі́зм, також Караїзм (івр. קָרָאִים) — релігія, яка поєднує в собі риси юдаїзму, християнства та ісламу. Ця релігія ґрунтується на Старому Заповіті, який віряни мають читати та інтерпретувати самі, не покладаючись на сторонні авторитети. Прихильники цієї релігії мають назву караїми, що перекладається як читачі.
Караїмізм відрізняється від трьох інших монотеїстичних релігій — юдаїзму, християнства та ісламу тим, що, на відміну від кожної з них, не має жодних доповнень до Старого Заповіту — як-от Талмуду у юдеїв, Нового Заповіту у християн та Корану у мусульман.
Караїмізм сформувався у VIII ст. у Багдаді, на теренах Месопотамії (сучасного Іраку) за часів правління аббасидського халіфу Абу Джафара аль Мансура. Засновником релігії вважається Анан бен Давид з Басри, який вважав Старий Заповіт настільки досконалим, що він не потребує ані зміни, ані доповнення. Разом із тим, караїми визнають трьох великих пророків — Мойсея, Ісуса та Мухаммеда. У VIII—Х ст. караїмізм розповсюджується у Месопотамії, Персії, Сирії, Палестині, Північній Африці, Іспанії, Візантії та Хозарському каганаті. Караїмська релігія знаходила прихильників серед людей різного походження, однак ніде чисельність караїмів не була великою. У наш час невеликі групи караїмів живуть в Україні, переважно в Криму, у Литві, Польщі, Росії, Туреччині, Франції, Єгипті, Ізраїлі та США.
Караїми користувалися особливим різновидом єврейсько-арабської мови — караїмо-арабським діалектом.
У 2019 році було створено філософську школу «Едот». Її представник вважає себе караїмом.

## Галерея

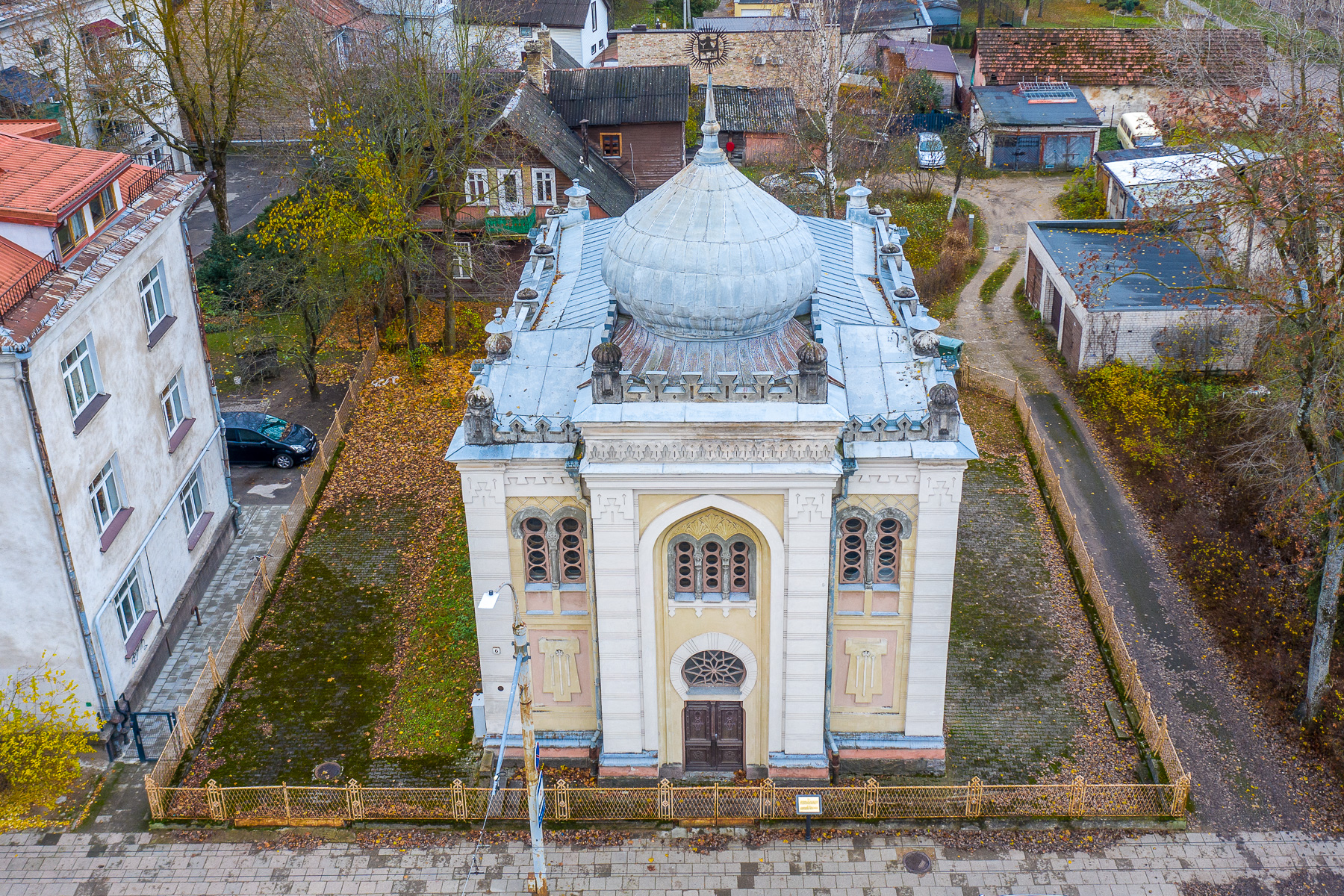
Кенаса у Вільнюсі
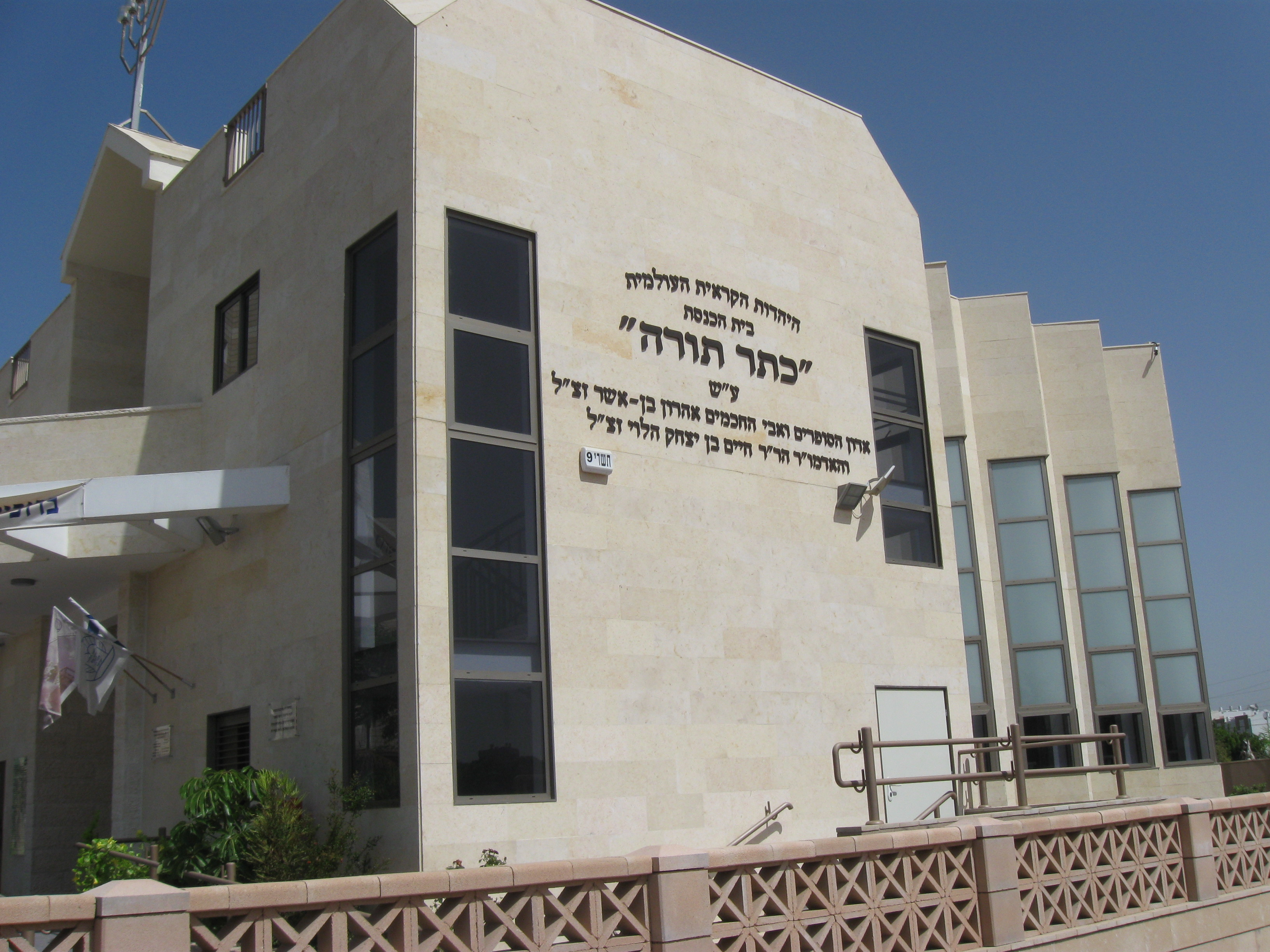
Караїмська кенаса у місті Ашдод
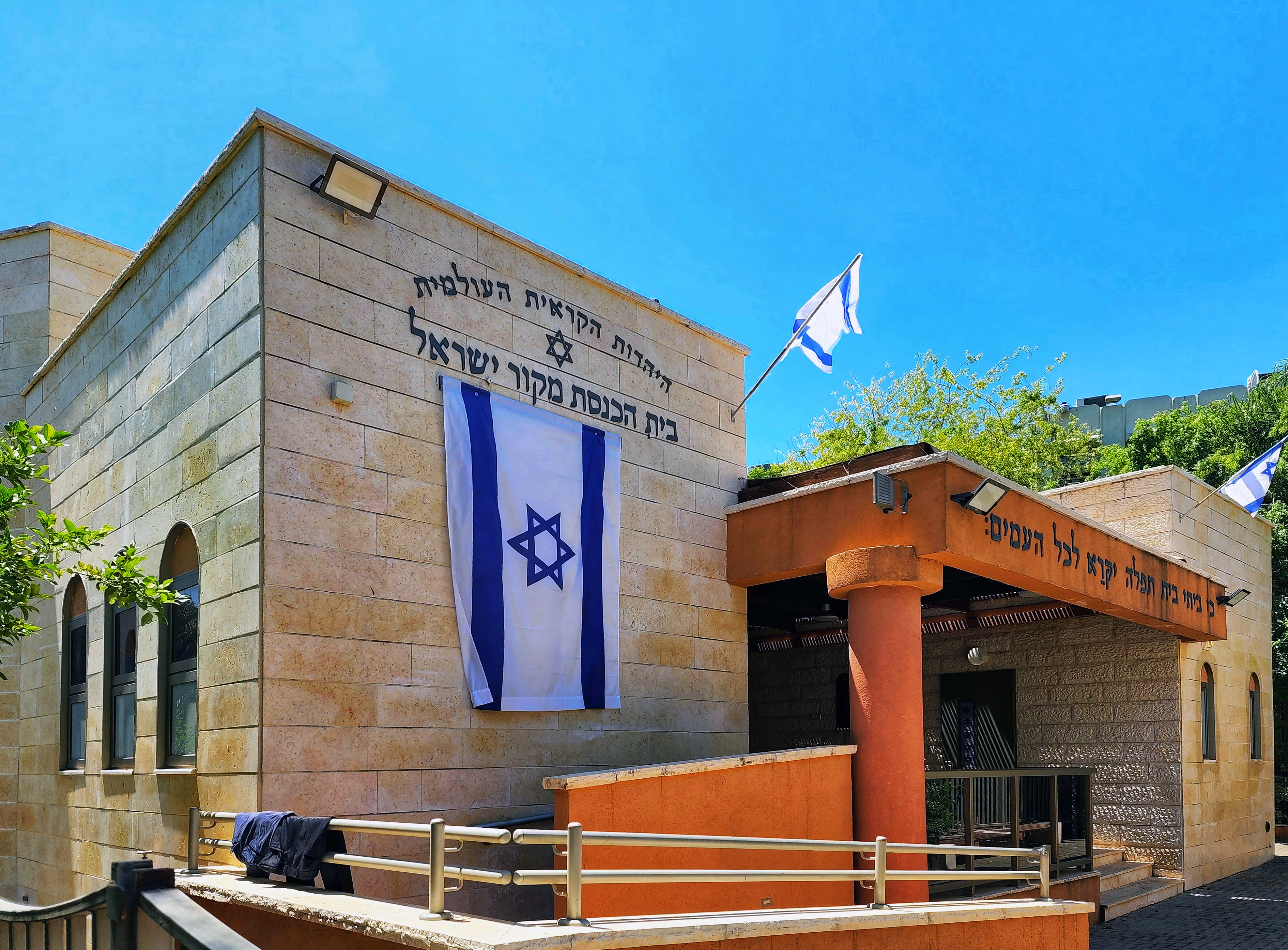
Караїмська кенаса у місті Рішон-ле-Ціон